# Ушкулун
Ушкулун (каз. Үшқұлын) — село в Баянаульском районе Павлодарской области Казахстана. Входит в состав Майкаинской поселковой администрации. Расположен примерно в 5 км к западу от Майкаина. Код КАТО — 553655300.
Ведётся добыча известняка — рудник «Керегетас» АО «Алюминий Казахстана» (ENRC).

## Население
По данным 1999 года, в населённом пункте не было постоянного населения. По данным переписи 2009 года, в населённом пункте проживало 339 человек (160 мужчин и 179 женщин).